# Arbeitsgericht Bamberg

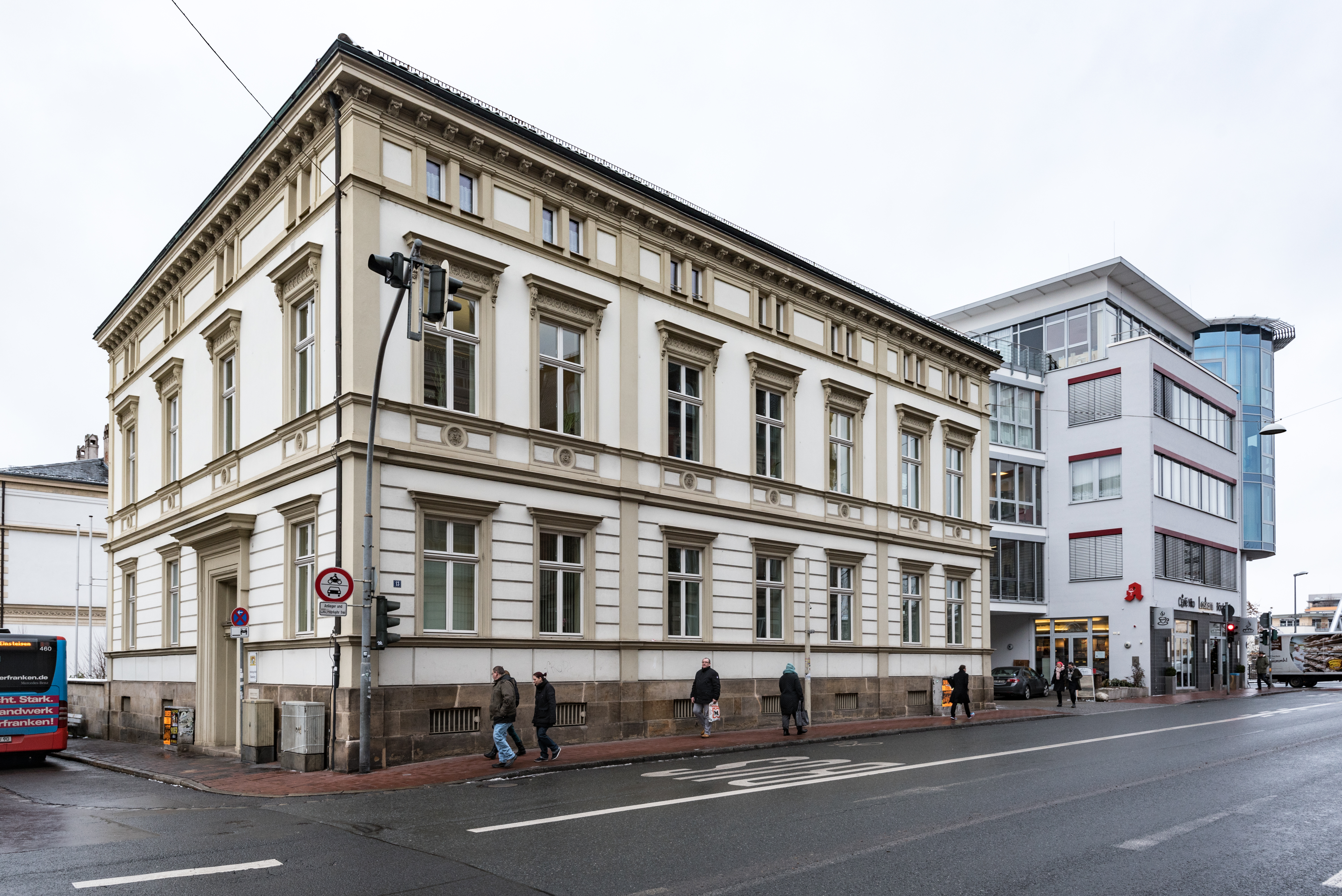
Gebäude des Arbeitsgerichts Bamberg (2017)

Das Arbeitsgericht Bamberg ist ein Gericht der Arbeitsgerichtsbarkeit und eines von elf Arbeitsgerichten (ArbG) im Freistaat Bayern.

## Gerichtsbezirk
Der Bezirk des ArbG Bamberg erstreckt sich neben den kreisfreien Städten Bamberg und Coburg auf folgende Landkreise:
- Bamberg
- Coburg
- Forchheim
- Kronach
- Lichtenfels

## Sitz und Gerichtsgebäude
Sitz des Gerichts ist Bamberg. Das Gericht befindet sich in der Willy-Lessing-Straße 13, 96047 Bamberg.
Eine Außenkammer befindet sich in Coburg. Deren Zuständigkeit erstreckt sich innerhalb des Gerichtsbezirks auf die Stadt und den Landkreis Coburg sowie die Landkreise Kronach und Lichtenfels.

## Instanzenzug
Rechtsmittelgericht für das Arbeitsgericht Bamberg ist das Landesarbeitsgericht Nürnberg.

## Geschichte
Gemäß Arbeitsgerichtsgesetz vom 23. Dezember 1926 wurden in Deutschland Arbeitsgerichte gebildet. Diese waren nur in der ersten Instanz organisatorisch selbstständige Gerichte, die Landesarbeitsgerichte waren den Landgerichten zugeordnet. Am Landgericht Bamberg entstand so 1927 das Landesarbeitsgericht Bamberg als eines von 23 Landesarbeitsgerichten in Bayern. In Bamberg entstand das Arbeitsgericht Bamberg als eines von acht Arbeitsgerichten des Landesarbeitsgerichts. Sein Sprengel umfasste die Gerichtsbezirke der Amtsgerichte Bamberg, Scheßlitz und Seßlach. Es bestand eine allgemeine Kammer für Arbeiter und Angestellte und eine Kammer für das Handwerk. Daneben bestand eine Angestelltenkammer für den Landesarbeitsamtsbezirk.
Bereits 1929 wurde die Zahl der Arbeitsgerichte deutlich reduziert. Der Sprengel des Arbeitsgerichts Forchheim wurde um die Gerichtsbezirke der Amtsgerichte Baunach, Burgebrach, Ebern und Staffelstein erweitert, das die Arbeitsgerichte Baunach, Burgebrach und Staffelstein aufgehoben wurde (Das Amtsgericht Seßlach war ebenfalls 1929 aufgehoben worden.).
Nach der Besetzung Deutschlands durch die Alliierten wurden 1945 zunächst alle Gerichte geschlossen. Die ordentlichen Gerichte wurden schon bald wieder eröffnet, während die Arbeitsgerichte zunächst nicht wieder eingerichtet wurden, so dass arbeitsgerichtliche Streitigkeiten von den ordentlichen Gerichten erledigt werden mussten. Gemäß Kontrollratsgesetz 21 vom 30. März 1946 sollten in Deutschland Arbeitsgerichte aufgebaut werden. Mit dem bayerischen Vollzugsgesetz vom 6. Dezember 1946 richtete das Staatsministerium für Arbeit und Sozialordnung am 30. Januar 1947 die Arbeitsgerichte wieder ein. Das Arbeitsgericht Bamberg entstand dabei neu.